# Терновской (Ростовская область)
Терновской — хутор в Шолоховском районе Ростовской области России.
Административный центр Терновского сельского поселения.

## География
Расстояние до районного центра — 30 км.
Рядом с хутором протекает река Елань (приток Дона). Ближайший населённый пункт — хутор Кочетовский.

## Население
| 2010 |
| ---- |
| 611  |

## Улицы
В Терновском есть следующие улицы:
| - Верхняя улица - Гаражная улица - Зелёная улица - Набережная улица - Новая улица | - Прудовый переулок - Речной переулок - Садовый переулок - Севостьяновская улица - Центральная улица | - Школьная улица - Школьный переулок - Южный переулок |